# Léhadi Soglo
Léhadi Vinagnon Soglo (ur. 18 grudnia 1960 w Paryżu), beniński polityk, kandydat w wyborach prezydenckich w 2006.
Léhadi Soglo jest najstarszym synem byłego prezydenta Beninu Nicéphore'a Soglo. Ukończył ekonomię i nauki polityczne na Uniwersytecie Montrealskim. W czasie prezydentury ojca w latach 1991-1996 pełnił funkcję jego doradcy. W 2006 zajmował stanowisko wiceburmistrza Kotonu.
W wyborach prezydenckich z 5 marca 2006 był kandydatem Partii Odrodzenia Beninu (PRB, Parti de la renaissance du Bénin), partii założonej w 1992 przez jego matkę Rosine, a kierowanej od 1994 przez ojca. Nicéphore Soglo nie mógł jednakże ubiegać się najwyższy urząd w państwie z powodu przekroczenia granicy 70 lat. W czasie kampanii Soglo określał się mianem "kandydata nowego pokolenia". Obiecywał podniesienie poziomu życia mieszkańców i modernizację kraju, podniesienie poziomu edukacji i bezpłatną opiekę zdrowotną oraz uzdrowienie benińskiego przemysłu włókienniczego. Soglo zdobył 8,44% głosów poparcia, zajmując w wyborach czwarte miejsce.
W czasie wyborów parlamentarnych w marcu 2007 został wybrany do Zgromadzenia Narodowego.